# Гюрчу Хатун
Гюрчу Хатун (на грузински: გურჯი-ხათუნი; на турски: Gürcü Hatun) (1237 – 1286?) е грузинска принцеса от династията Багратиони и съпруга на Кейкушрав II, султан на селджукския Иконийски султанат.
Гюрчу Хатун е дъщеря на грузинската кралица Русудан и на селджуския принц Мухамад Мугхис уд-дин Туркан Шах, син на султан Тугрул II. Родена е с християнското име Тамара. Кралица Русудан омъжва Тамара за иконийския султан Кейкушрав II, за да осигури на Грузия мир с огромната империя на селджукските турци. В Икония Тамара е наречена Гюрчу Хатун, което означава Грузинската госпожа.
Първоначално Темара запазва християнското си изповедание, но по-късно приема исляма.
В харема на султана Гюрчу Хатун се издига до положението на любима съпруга на Кейкушрав II. Предполага се, че слънцето, което е изобразявано на иконийските монети, символизира Гурчу Хатун, докато лъвът е символ на султана. Гюрчу Хатун ражда на Кейкушрав II наследник на иконийския престол, бъдещия султан Кейкубад II.
След смъртта на Кейкушрав II през 1246 г. управлението на султаната преминава в ръцете на могъщия Первене Му'ин ал-дин Сюлейман. Новият управител се оженил за Гюрчу Хатун.
В Икония Гюрчу Хатун се прославя като покровителка на науката и изкуствата. Тя поддържа близко приятелство с ислямския суфист и поет Джалал ал-Дин Руми.
|  | Тази страница частично или изцяло представлява превод на страницата Gürcü Hatun в Уикипедия на английски. Оригиналният текст, както и този превод, са защитени от Лиценза „Криейтив Комънс – Признание – Споделяне на споделеното“, а за съдържание, създадено преди юни 2009 година – от Лиценза за свободна документация на ГНУ. Прегледайте историята на редакциите на оригиналната страница, както и на преводната страница, за да видите списъка на съавторите. ВАЖНО: Този шаблон се отнася единствено до авторските права върху съдържанието на статията. Добавянето му не отменя изискването да се посочват конкретни източници на твърденията, които да бъдат благонадеждни. |

1. ↑  sufism.org